# Ikke-tællelig
En overtællelig mængde eller ikke-tællelig mængde er en mængde så stor, at den er umulig at tælle. Derimod ville en tællelig mængde af tal, hvis man havde ubegrænset tid, kunne stilles op efter størrelsesorden.
Indtil Hippasus fra Metapontum opdagede, at et kvadrat med siden 1, havde en hypotenuse med længden √(2). Eftersom √(2) ikke kan skrives som {\displaystyle a/b}, altså at hypotenusen er inkommensurabel med kateten, og dermed passe ind i den rationale tallinie, måtte den rationale tallinie nødvendigvis være ufuldstændig. Disse tal, altså tal der ligger uden for den rationale tallinie, kaldes irrationale tal (π,φ,e...). Summen af de rationale tal og de irrationale tal, giver tilsammen den uendelige mængde, de reelle tal.

## Georg Cantor's diagonalbevis
De reelle tal, er en mængde af tal vi kalder 'Overtællelige tal'. Det skyldtes altså, at mængden af tal er så stor, at den er ikke-tællelig, den er altså ikke numerabel som eksempelvis mængden af de naturlige tal eller mængden af de rationale tal.
For at bevise de reelle tals over-tællelighed, vil jeg gøre brug af Georg Cantors 2. diagonalbevis. Han anvender den type bevisførelse der hedder indirekte bevis. Princippet i dette er, at man antager det modsatte er sandt, for derefter at bevise dets ugyldighed ved at finde en modstrid. For at gøre det så simpelt som muligt, vil jeg blot bevise at mængden at tal mellem [0;1] er over-tællelig – hvis det er sandt, vil alle de reelle tal samtidig være utællelige. Jeg forestiller mig altså, at der rent faktisk kan foretages en bijektiv afbildning af N på R[0;1] og at jeg derved kan opstille dem i en størrelsesorden, der gør det muligt at tælle alle tal for R[0;1]. Nu gælder det om, logisk at resonere sig frem til en modstrid for dette, og derved vise at det logisk må være antagelsen der er forkert – nemlig at en bijektion afbildning af N→R[0;1] er mulig.
Ideen er altså, at man kan opskrive alle tal i R[0;1] op i rækkefølge r1, r2, r3, …rn,. En opstilling kunne så således ud:
```
                                    r
1
 = 0,
4
56734 …
                                    r
2
 = 0,9
7
8562 …
                                    r
3
 = 0,12
8
346 …
                                    r
4
 = 0,111
1
13 …
                                     :          :
```

Her (forestiller vi os) er opstillet alle de reelle tal i [0;1]. Nu skal jeg så logisk bevise, at antagelsen om at alle tal er opstillet, er forkert. Det gør vi ved at danne en ny decimalbrøk t. t = 0,a1a2a3a4…
| Hvor a1 ≠ 1. ciffer i r1 - eksempelvis a1 = 8 Hvor a2 ≠ 2. ciffer i r2 - eksempelvis a2 = 3 Hvor a3 ≠ 3. ciffer i r3 - eksempelvis a3 = 2 Hvor a4 ≠ 4. ciffer i r4 - eksempelvis a4 = 6 | Dette fortsættes i det uendelige, til vi til sidst har t≠rn. Da vi nu har sikret os at t≠rn og t U [0;1] – har vi fundet en modstrid for påstanden om, at R[0;1] er tællelig. |

Dette vil skabe decimalbrøken t=0,8326… Da der nu er fundet en modstrid i påstanden, ved jeg at [0;1] ikke er numerabel. Der ville derfor ikke være plads nok i Hilberts hotel, til at rumme alle de reelle tal trods det, at han har uendeligt mange værelser. Dette er et eksempel på, at en uendelighed (f.eks. mængden af reelle tal) kan have større kardinaltal end en anden (f.eks. mængden af naturlige tal).